# Bernardino Giraud
Bernardino kardinal Giraud, italijanski rimskokatoliški duhovnik, škof in kardinal, * 14. julij 1721, Rim, † 5. maj 1782.

## Življenjepis
19. marca 1767 je prejel duhovniško posvečenje, 6. aprila istega leta je bil imenovan za naslovnega nadškofa Damaska in 26. aprila 1767 je prejel škofovsko posvečenje. 28. aprila 1767 je bil imenovan za apostolskega nuncija v Franciji.
17. junija 1771 je bil povzdignjen v kardinala in pectore.
Med 15. marcem 1773 in 14. februarjem 1777 je bil nadškof Ferrare.
19. aprila 1773 je bil ponovno imenovan za kardinala.